# Marcio Fernandes
Marcio Fernandes (Umuarama, 15 de fevereiro de 1979) é um médico veterinário e político brasileiro, filiado ao Movimento Democrático Brasileiro (MDB).  

## Biografia
Filho de Regina Conceição Jardim e Wilson Fernandes, Marcio Fernandes nasceu em Umuarama, no Paraná em 15 de fevereiro de 1979. Aos 5 anos se mudou para Campo Grande com sua família. Logo em seguida começou a praticar Judô, sendo hoje faixa-preta 3° Dan. 
Se formou em Medicina Veterinária em 2001 pela Uniderp, profissão que influenciou fortemente sua vida política anos mais tarde, em um Estado em que a atividade rural representa a base da economia. 

## Vida pessoal
Em 2007, casou-se com Flavia Fernandes Figueiredo Rodrigues e possuem duas filhas.  

## Trabalhos
Após se formar em Medicina Veterinária, Marcio Fernandes foi trabalhar na Fazenda K2, na pequena cidade de Jaraguari. Após várias tentativas de controlar o crescimento de pés de mamona, produto tóxico para o gado, começou a pesquisar alternativas para transformar um problema em solução. Depois de diversos estudos e pesquisas, começa a produzir o biodiesel a partir da mamona. Com ajuda da família, consegue apoio para fundar a Projebio, empresa de Biodiesel na pequena cidade de Jaraguari, o que o tornou conhecido no cenário político regional. 

## Carreira política

### Prefeitura
Em 2004, com o reconhecimento que teve após a criação da Projebio, foi candidato a prefeito de Jaraguari pelo Movimento Democrático Brasileiro(PMDB). Ficou em segundo lugar entre os quatro postulantes, com 1181 votos. Na ocasião, João Baird (PT) foi eleito com 1285 votos. 

### Deputado Estadual
Já em 2006 é convidado a ser candidato a Deputado Estadual, sendo eleito com 9.708 votos pelo Partido Renovador Trabalhista Brasileiro (PRTB). Sua eleição foi surpresa pela pouca idade e, com apenas 27 anos, é até hoje o deputado mais jovem a assumir uma vaga na Assembleia Legislativa de Mato Grosso do Sul. 
Em 2010 é reeleito, desta vez pelo Partido Trabalhista do Brasil (PTdoB) com 23.138 votos. No ano de 2014 foi novamente reeleito pelo PT do B, com 22.357 votos.
No ano de 2018 foi reeleito com 23.296, desta vez retornando ao seu primeiro partido político, o MDB. 
| Ano  | Cargo                                    | Partido | Votos  | Resultado | Ref.  |
| ---- | ---------------------------------------- | ------- | ------ | --------- | ----- |
| 2004 | Prefeito de Jaraguari                    | MDB     | 1.181  | Derrotado | [ 5 ] |
| 2006 | Deputado estadual por Mato Grosso do Sul | PRTB    | 9.708  | Eleito    | [ 6 ] |
| 2010 | Deputado estadual por Mato Grosso do Sul | PT do B | 23.138 | Eleito    | [ 7 ] |
| 2014 | Deputado estadual por Mato Grosso do Sul | PT do B | 22.357 | Eleito    | [ 8 ] |
| 2018 | Deputado estadual por Mato Grosso do Sul | MDB     | 23.296 | Eleito    | [ 9 ] |